# واجب معلق
«واجب معلق» یکی از مباحث «علم اصول‌فقه» است.

## تعریف
در بحث انواع واجبات، یکی از انواع واجبات، واجب معلق و منجز ذکر شده؛ به اینکه بعد امر مولا دو حالت وجود دارد، یا امتثال فوری است که منجز نامیده می‌شود یا امتثال از جهت امتناع، برای مکلَّف مقدور نیست مثل حج برای کسی که استطاعت دارد و زمان آن (ذی‌الحجه) نرسیده.
بنابراین واجب معلق یعنی واجبی که زمان وجوب با زمان امتثال (واجب) متفاوت است.

## آثار
این نوع از واجب برای حل مسئله «مقدمه واجب» مفید است. همچنین در مسائل دیگری نظیر «وجوب حفظ آب درصورتی که می‌داند در وقت، آب در دسترس نیست» اثرگذار است.
این بحث همچنین اثر مهمی در درک بهتر تفاوت «واجب مشروط»، «واجب معلق» و «شرط مؤخر» دارد.